# Exocentrus cudraniae
Exocentrus cudraniae là một loài bọ cánh cứng trong họ Cerambycidae.